# Jennifer Harris
Jennifer Michelle Harris es una académica que estudia la política exterior y la economía de los Estados Unidos y es exfuncionaria del gobierno estadounidense, donde culminó su carrera como asesora especial del presidente Joe Biden 2021-2023.  Es coautora del libro War By Other Means: Geoeconomics and Statecraft.

## Primeros años de vida
Su padre es Ken Harris, antiguo oficial de la Armada, diputado estatal y juez especial de distrito en Oklahoma, y su madre es Karen N. Youngblood, ex abogada y profesora de ciencias políticas en la Universidad de Cameron.  Harris creció en Lawton (Oklahoma).

## Educación
Harris tiene una licenciatura en economía y relaciones internacionales de la Universidad Wake Forest en Carolina y una maestría en filosofía de la Universidad de Oxford. Harris recibió la beca Harry S. Truman y fue becaria Rhodes. Harris tiene un doctorado en leyes de la Facultad de Derecho de Yale.

## Carrera
Harris comenzó su carrera en el Consejo Nacional de Inteligencia de Estados Unidos, donde era analista con énfasis en cuestiones económicas y financieras.
Harris fue planificadora de políticas del Departamento de Estado de EE. UU., a partir del 2007, donde fue responsable de los mercados globales, cuestiones geoeconómicas y seguridad energética, y estuvo entre el personal de Jake Sullivan durante la presidencia de Obama. En ése rol, que ocupó hasta 2014, Harris fue una de los principales arquitectos de la agenda económica de la ministro de relaciones exteriores, Hillary Clinton.
Posteriormente Harris fue académica superior del Consejo de Relaciones Exteriores (CFR).  En 2015, Sullivan la contrató en la campaña presidencial de Hillary Clinton de 2016.
En 2018, Harris se convirtió en investigadora principal de proyectos especiales en la Fundación William y Flora Hewlett.  En la Fundación, fue directora de la Iniciativa para la Economía y Sociedad a partir de 2020 y de nuevo al reintegrarse a la fundación a partir de 2023.  Desde 2018, Harris también es académica superior no residente de Política Exterior en la Institución Brookings.
El trabajo de Harris ha aparecido en el New York Times, Foreign Affairs, Financial Times, y Washington Quarterly entre otros medios.  También le ha publicado el Foro Económico Mundial.
Harris es coautora de War By Other Means: Geoeconomics and Statecraft (2016), un libro que argumenta que los EE. UU. han olvidado cómo hacer política económica en asuntos internacionales.
Harris se desempeñó como asistente especial del presidente y directora de economía internacional en el Consejo de Seguridad Nacional y el Consejo Económico Nacional (de 2021 a 2023),  y volvió posteriormente a la Fundación Hewlett.
Colaboró en el diseño de la Ley de Reducción de la Inflación de 2022 y fundó BuildUS, una ONG diseñada para aprovechar la ley.

## Opiniones
Harris es conocida por su oposición al neoliberalismo y su preferencia por una mayor participación del gobierno en el fortalecimiento de la economía estadounidense.
Por ejemplo, ha argumentado que el gobierno necesita invertir en infraestructura, cuidado infantil y educación, alegando que ello facilitaría el crecimiento económico. También se opone a la concentración de poder en manos de grandes corporaciones y apoya una política antimonopolio "fuerte".

## Vida personal
El 27 de agosto de 2016, Harris se casó con Alexander Jacob Post (también conocido como Sasha) en California.

## Publicaciones
- Blackwill, Robert D.; Harris, Jennifer M. (2016). War by Other Means: Geoeconomics and Statecraft. The Belknap Press of Harvard University Press. ISBN 9780674737211. OCLC 948071570.
- Harris, Jennifer; Sullivan, Jake (7 de febrero de 2020). America Needs a New Economic Philosophy. Foreign Policy Experts Can Help. p. ForeignPolicy.com.
- Harris, Jennifer (25 de agosto de 2024). «Kamala Harris Begins to Sketch a New Economic Vision». New York Times.